# Urban Terror
Urban Terror, comúnmente abreviado UrT (para no crear confusión con UT Unreal Tournament) es una conversión total del juego en primera persona Quake III desarrollado por Silicon Ice, ahora conocido como FrozenSand. Introduce elementos de Juegos de primera persona en un ambiente más realista. 
El juego en sí es libre de costo, pero Frozensand mantiene los derechos, no se permiten modificaciones no autorizadas ni su venta, el juego usa el motor ioUrbanTerror que está basado en ioQuake3 distribuido bajo licencia GNU/GPL.

## Historia
En 1999 fue creado el mod como un paquete de mapas para Quake III, en el que se mostraban escenarios del mundo real. Esta idea se expandió hasta una conversión total con armas realistas y mejor jugabilidad. El equipo de desarrollo de Silicon Ice fue creado en la primavera boreal del 2000 conformado por diferentes tipos de desarrolladores modificadores de juegos, como algunos de ellos estaban familiarizados con el motor Quake esta adaptación resultó rápida. La primera versión Beta1 fue liberada en agosto de 2000 en el QuakeCon. Esta versión rápidamente se volvió popular y pronto hubo disponibilidad de muchos mapas de terceros (3rd party maps). El equipo de desarrollo fue incluyendo varios creadores de mapas de la comunidad. Al final del 2000 se liberó la última versión (la 1.27) de a serie Beta1. La versión 4.2, salió el 3 de agosto de 2012, la última versión lanzada es la 4.3.1 salió el 5 de octubre de 2016 después de ser una actualización de la versión 4.3. Una versión llamada HD con gráficos aún más realistas está en desarrollo bajo el motor gráfico UnRealEngine con fecha desconocida de lanzamiento.

### Modos de juego
* Capture The Flag (CTF): 
El objetivo es capturar la bandera del equipo contrario y llevarla a la base propia. 
* Team Survivor (TS): 
Eliminar los jugadores del equipo contrario, hasta que quede al menos un sobreviviente del equipo propio o el tiempo se acabe, en ese caso queda en empate. Se maneja por "Rounds" al final el equipo que tenga más asaltos (Ganados) gana el mapa.
* Team Deatmatch (TDM): 
Eliminar los jugadores del equipo contrario, la diferencia con Team Survivor es que en este modo el jugador renace. Gana el equipo que haya eliminado más rivales cuando el tiempo se acabe.
* Bomb Mode (Bomb):
Similar a Team Survivor, con la diferencia que un equipo tiene que activar una bomba en la base enemiga y el otro equipo tiene que evitar que esto suceda.
* Follow the leader (FollowTLead):
Es similar a Team Survivor. Consiste en que el líder debe tocar la bandera enemiga que se encuentra en posiciones aleatorias. El líder entra automáticamente con Kevlar Vest y Casco. El líder va rotando.
* Free for All (FFA):
No se juega en equipo, es un modo individual en donde, hay que matar a todos los demás jugadores. Gana el que haya matado más rivales.
* Capture And Hold (CapnHold)
Consiste en dos equipos que deben adueñarse de un determinado número de banderas distribuidas por todo el mapa. Si un equipo toma todas las banderas anotará 5 puntos a su favor. Gana el que termine con más puntuación.

### Equipamientos
El equipamiento son los accesorios que se llevan. Se componen por las Armas, los accesorios y las granadas. El equipamiento cuenta con 7 casillas, distribuidas de la siguiente manera:
1. Armas Primarias (izquierda arriba)
2. Armas Secundarias (Centro arriba)
3. Pistolas (derecha arriba)
4. Granadas (izquierda abajo)
5. Equipamiento 1 (centro-izquierda abajo)
6. Equipamiento 2 (centro-derecha abajo)
7. Equipamiento 3 (Derecha Abajo)

En el equipamiento hay ciertas excepciones que son las siguientes:
- Solo se puede tener un tipo de granadas, que impedirán utilizar un espacio de equipamiento.
- El arma secundaria impide usar un espacio de equipamiento.
- No podemos tener dos veces el mismo equipamiento(por ejemplo 2 veces munición extra).
- El arma IMI Negev impide que se use arma secundaria.

### Accesorios
Los accesorios son los siguientes:
- Munición Extra: Otorga dos cartuchos extra para todas las armas (a la negev solo un cartucho más).
- Kevlar Helmet: Protege la cabeza, reduciendo el daño recibido.
- Kevlar Vest: Protege el torso reduciendo el daño recibido, pero reduce la estamina más rápido.
- Tactical Goggles: Otorga visión táctica, lo que permite ver a todos los jugadores detrás de una cortina de humo, o a larga distancia.
- Silencer: Reduce el fogonazo del arma, además de silenciar las balas, lo que hace que el jugador que lo usa sea más difícil de detectar.
- Láser: Reduce bastante la dispersión del arma.
- Medic Kit: Permite curar más a los demás jugadores y a quién lo carga hasta un 90% de toda la vida, si ninguno de los jugadores carga el medic kit solo se pueden curar hasta un 50%, es posible curar a los enemigos.

### Granadas
Las granadas son las siguientes, y vienen dos:
- HE Grenade(granada de fragmentación).
- Smoke Grenade(granada de humo).

## Armas
Las armas se dividen en Primaria, Secundaria, Pistolas, granadas y un cuchillo.
Al iniciar una partida, siempre aparecerán el arma primaria, el cuchillo y la pistola, siendo opcionales las granadas.

### Armas primarias
Las armas primarias se distinguen por ser las de más alto calibre:
- G-36: fusil de asalto automático con mira telescópica, se puede complementar con silenciador. Es un arma que tiene un zoom de 2x lo que ayuda mucho de lejos, su dispersión se reduce bastante con silenciador.
- ZM LR300ML: fusil de asalto automático, se puede complementar con láser y/o silenciador. Preciso pero de lento disparo, ideal para disparar medianamente de lejos.
- M-4 Carbine: fusil de asalto automático, se puede complementar con láser y/o silenciador. Muy ruidosa de disparo rápido y preciso ideal para disparar en mapas pequeños, o con enemigos cerca, lo ideal es complementarla con silenciador para evitar su fuerte ruido y así no ser descubierto.
- IMI Negev: ametralladora automática pesada, se puede complementar con silenciador. Posee 90 balas, pero es de muy poco daño y su recarga demora alrededor de 5 segundos. es recomendada en el modo Free For All.
- Remington SR8: fusil de precisión de cerrojo con tres rangos de mira, no tiene complementos. Es la que más daño hace de las armas, pero requiere precisión y habilidad.
- PSG-1: fusil de precisión semiautomático con tres rangos de mira, se puede complementar con silenciador. No requiere tanta precisión como el Sr8, con silenciador se complementa muy bien.
- AK-103: fusil de asalto automático, se puede complementar con láser y/o silenciador. Es de disparo potente, más que el resto de las ametralladoras, pero su disparo es un poco más lento que el resto y mayor dispersión.
- HK69: arma lanzagranadas, no tiene complementos. Tiene 3 granadas de carga una a la vez.

### Armas secundarias
Las armas secundarias son más livianas que las anteriores, además pueden ser usadas como armas primarias.
- MP5K: subfusil, se puede complementar con láser y/o silenciador.
- UMP45: subfusil, se puede complementar con láser y/o silenciador.
- SPAS12 Shotgun: escopeta, no tiene complementos.

### Pistolas
Las pistolas son la tercera arma:
- Beretta 92FS: pistola semiautomática, se puede complementar con láser y/o silenciador.
- IMI .50 AE Desert Eagle: pistola semiautomática, se puede complementar con láser.

## Modos de disparo de las armas
Las armas automáticas primarias tienen 3 modos de disparo:
Automático, semiautomático, y ráfaga.
Las armas automáticas pesadas(IMI Negev) sólo cuentan con disparo automático.
Los fusiles de precisión sólo cuentan con un modo predeterminado de disparo: PSG-1, semiautomático; SR8, semiautomático con accionado del cerrojo.
Las pistolas sólo cuentan con disparo semiautomático.
Las escopetas(SPAS 12 Shotgun) sólo cuentan con un modo predeterminado de disparo.
Los subfusiles MP5K y UMP45 tienen dos tipos de disparo diferentes:
- MP5K: Automático y ráfaga.
- UMP45: Automático y ráfaga.

### Tipo de disparo: automático
Se distingue por lanzar balas mientras se mantenga presionado el botón de disparo o gatillo.

### Tipo de disparo: semiautomático
Se distingue por lanzar una sola bala al accionar el gatillo, bloqueando el disparo si el botón de disparar se mantiene presionado.

### Tipo de disparo: ráfaga
Se distingue por lanzar 3 balas por ráfaga, bloqueando el disparo si el botón de disparar se mantiene presionado.

## Daños
Los daños no se ven influenciados por el tipo de disparo.
Los daños específicos con las armas, en la 4.1, son los siguientes:
PSG-1:
- Torso: 97%
- Kevlar: 63%
- Piernas y brazos: 36%
- Casco: 100%
- Cabeza: 100%

ZM LR300ML
- Torso: 44%
- Kevlar: 29%
- Piernas y brazos: 17%
- Casco: 51%
- Cabeza: 100%

M4A1 Carbine
- Torso: 44%
- Kevlar: 29%
- Piernas y brazos: 17%
- Casco: 51%
- Cabeza: 100%

G-36
- Torso: 44%
- Kevlar: 29%
- Piernas y brazos: 17%
- Casco: 51%
- Cabeza: 100%

AK-103
- Torso: 51%
- Kevlar: 34%
- Piernas y brazos: 19%
- Casco: 58%
- Cabeza: 100%

MP5K
- Torso: 30%
- Kevlar: 20%
- Piernas y brazos: 11%
- Casco: 34%
- Cabeza: 50%

UMP45
- Torso: 44%
- Kevlar: 29%
- Piernas y brazos: 17%
- Casco: 51%
- Cabeza: 100%

Remington SR8
- Cuerpo: 100%
- Piernas y brazos : 50%
- Cabeza: 100%

IMI Negev
- Torso: 30%
- Kevlar: 20%
- Piernas y brazos: 11%
- Casco: 34%
- Cabeza: 50%

Beretta 92FS
- Torso: 30%
- Kevlar: 20%
- Piernas y brazos: 11%
- Casco: 34%
- Cabeza: 100%

IMI .50 AE Desert Eagle
- Torso: 57%
- Kevlar: 38%
- Piernas y brazos: 22%
- Casco: 66%
- Cabeza: 100%

Cuchillo
- Torso: 44%
- Kevlar: 35%
- Piernas y brazos: 20%
- Casco: 60%
- Cabeza: 100%